# 阿果错
30°58′51″N 82°14′28″E / 30.98083°N 82.24111°E

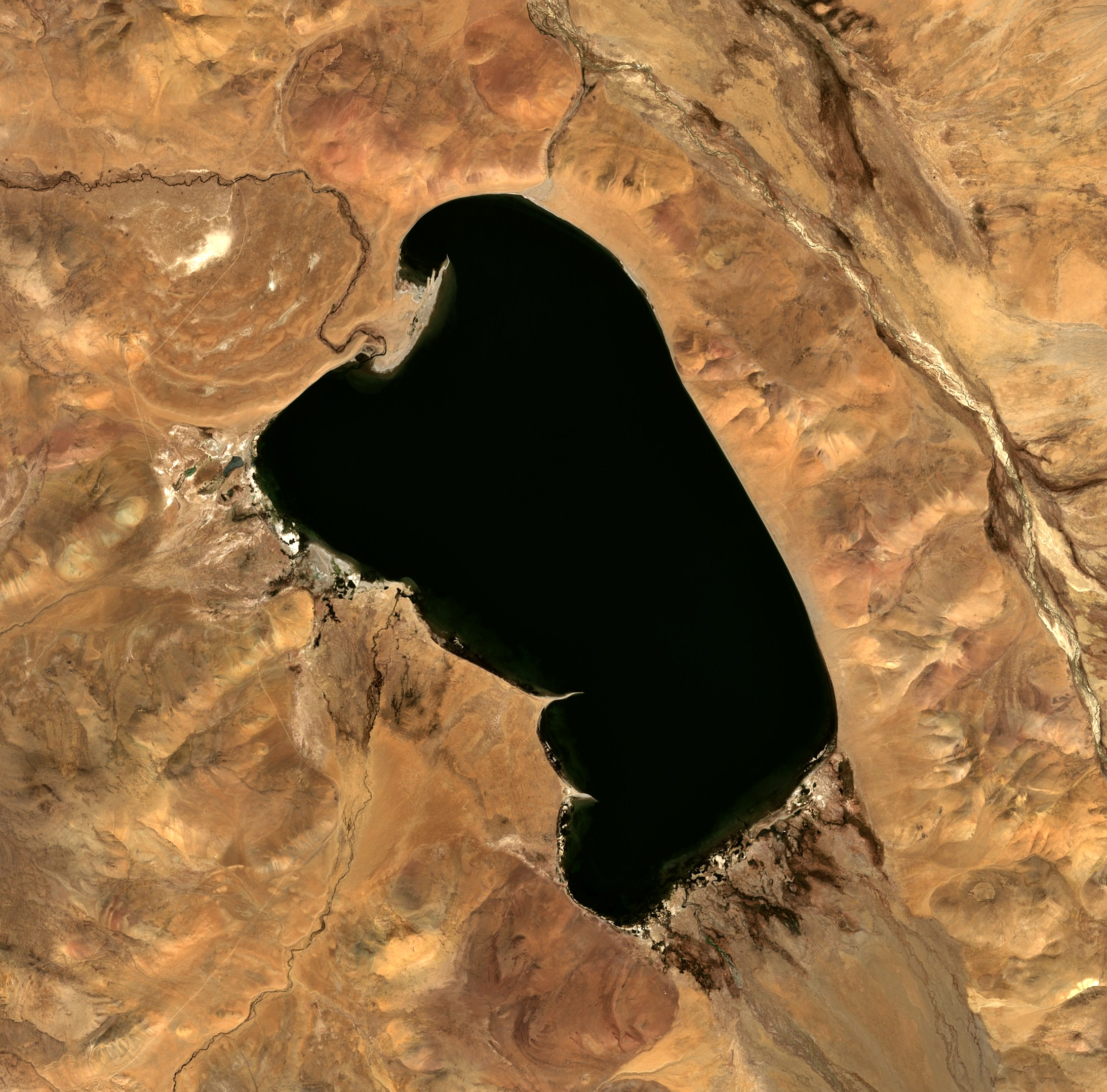
卫星拍摄的阿果错（2021年）

阿果错（藏語：ཨར་ཀོག་མཚོ，威利转写：ar kog mtsho）位于中国西藏自治区西南部阿里地区革吉县境内，地处革吉县东南，冈底斯山脉北麓，湖面海拔5000米，面积55平方公里。